# Малі Залази
Малі Залази (чорн. Mali Zalazi/Мали Залази) — село (поселення) в Чорногорії, підпорядковане общині Котор. Християнське  поселення з населенням 0   мешканців.

## Населення
Динаміка чисельності населення (станом на 2003 рік):
- 1948 → 90
- 1953 → 101
- 1961 → 61
- 1971 → 5
- 1981 → 2
- 1991 → 3
- 2003 → 0